# Disa fasciata
Disa fasciata är en orkidéart som beskrevs av John Lindley. Disa fasciata ingår i släktet Disa och familjen orkidéer. Inga underarter finns listade i Catalogue of Life.